# Filosofia dell'azione
La filosofia dell'azione intende ricondurre qualsiasi asserzione all'ambito dell'agire pratico, e delle entità, cioè i corpi, che compiono tale azione fisica.  La filosofia dell'azione è quindi strettamente legata alla filosofia del corpo.
La scuola della filosofia del corpo è tuttavia associata con l'impegno politico, soprattutto femminista ed ecologista, e col postmodernismo, ma è difficilmente caratterizzabile in termini filosofici.  Rigetta spesso la suddivisione tradizionale tra etica, epistemologia e metafisica, come fece lo statunitense William James.  Non ha molto senso considerare la vista, la parola o il "fare" senza considerare i corpi che compiono tali azioni:  pertanto, appare utile una trattazione integrata degli stili descrittivi tradizionali della filosofia e delle scuole femministe, "queer", biologiste e cognitiviste che sostengono la filosofia del corpo.  La critica più ampia che si occupa dell'impatto del linguaggio e della società può essere ricondotta al postmodernismo, ma vi si potrebbero ricondurre anche molte delle teorie qui considerate.

## Dal dualismo tra corpo e mente al legame tra situazione e azione
Una critica importante dell'Altro Cartesiano ed un rifiuto del dualismo tra mente e corpo è ampiamente condivisa dai filosofi del corpo e dell'azione.  Spesso, la scuola fa risalire le proprie radici a Ludwig Wittgenstein, il quale si chiese: "Cosa resta se sottraggo il fatto che il mio braccio si solleva dal fatto che io alzo il braccio?" (Ricerche filosofiche, par.621).
"Risolvere questa equazione dovrebbe rivelare ciò che crea la differenza tra un mero movimento corporeo e un'azione; e la differenza tra i meri movimenti e le azioni è ciò che la filosofia dell'azione si propone di identificare" (David Velleman).
Tuttavia, il corpo non è un costrutto uniforme passibile di un solo tipo di astrazione - esistono corpi vegetali, animali e umani, che secondo la Semantica Generale di Alfred Korzybski legano quantità chimiche, spaziali e temporali. Korzybski tentò anche di "incoraggiare l'uso di termini più azionali e relazionali.  Anziché dire che qualcosa è, noi descriviamo ciò che fa e come si collega ad un insieme più grande.  Sviluppò anche strumenti visivi per insegnare alle persone come differenziare tra livelli non-verbali e verbali, descrittivi e inferenziali, ecc." (Steven Lewis).
Quest'opera pionieristica fu successivamente ampliata verso estremi politici da alcuni "situationistes" francesi, che si opponevano (e tuttora si oppongono) persino alla dottrina della falsificabilità, che considerano distorta dal capitalismo e dalla sua inerzia situazionale:  gli investimenti precedenti nel capitale infrastrutturale (apparecchiature per esperimenti, computer, università, equipaggiamenti militari) e nel capitale istruttivo (la cultura che insiste sull'utilità di tale infrastruttura).  Questa critica è difficilmente deistinguibile dalla critica dello scientismo, ma è un esempio di fin dove si può spingere la "critica dell'azione".  Lo stesso postmodernismo iniziò a mettere in dubbio l'ontologia fondamentale della fisica e delle altre scienze come base adatta per l'autocoscienza, la coscienza del corpo, la verità.  Da tale radice di dubbio comune fiorirono anche altri movimenti filosofici.
Questa trattazione si concentrerà solo sul problema dei legami tra situazione, azione e corpo, e sulla relazione tra questi e i dualismi del genere, del vedere del dire e del fare.

## Scollegare le parole dall'azione
Come i situazionisti o come Foucault, Korzybski sviluppò una profonda convinzione che il vedere, il dire e il fare fossero radicalmente diversi;  "Suggerì di 'pensare' in termini di immagini visive" concentrandosi sulle "differenze tra i livelli verbali e non-verbali, tra le descrizioni e le inferenze, tra le descrizioni2 riguardanti descrizioni1, tra le inferenze2 derivanti da inferenze1, tra le emozioni2 suscitate dalle emozioni1, tra ciò che vediamo e gli stimoli esterni in sé, tra le "mie" astrazioni e le "tue", ecc."  Gli ordini di astrazione erano un punto centrale, e il vedere ed il fare erano solo casi particolari.
"Korzybski sviluppò un programma di istruzione per insegnare alle persone a smarcarsi dalle proprie abitudini linguistiche e valutare propriamente le caratteristiche uniche delle proprie esperienze quotidiane. Il suo obiettivo era aiutare le persone a valutare meno attraverso le implicazioni del proprio linguaggio quotidiano, e più dai fatti unici della situazione." - Steven Lewis
In modo simile, Judea Pearl ricerca un'"algebra del fare" capace di fare da complemento all'"algebra del vedere" che tutti noi siamo stati istruiti ad utilizzare e comprendere.  Il suo metodo cerca di eliminare l'obiezione sollevata dal paradosso di Simpson alla causalità, e forse ad integrare meglio il vedere, il dire e il fare.  Tuttavia, il suo lavoro non si occupa del problema del corpo, se non minimamente.

## Come ha fallito la filosofia tradizionale?
Robert H. Wozniak nota che "Cartesio aveva fatto dell'epistemologia, la questione della relazione tra mente e mondo, il punto di partenza della filosofia.  Localizzando il contatto della mente col corpo nella ghiandola pineale, Descartes aveva sollevato la questione della relazione tra la mente ed il corpo con il suo sistema nervoso. Eppure allo stesso tempo, tracciando una distinzione ontologica radicale tra il corpo come estensione e la mente come puro pensiero, Cartesio, in cerca di certezze, aveva paradossalmente creato un caos intellettuale."  Un caos che continua ancora oggi in campi come l'"intelligenza artificiale", una vera fossa comune di modelli non riusciti, ciascuno dei quali poneva a sua volta un "puro modello matematico" a capo di qualche tipo di corpo.
Anne Fausto-Sterling nota che "alcuni teorici femministi, soprattutto nell'ultimo decennio, hanno tentato — con varie prospettive di successo — di creare una descrizione non dualistica del corpo....", una delle quali, Judith Butler, si chiede "perché l'idea della materialità è giunta a significare ciò che è irriducibile, ciò che può sostenere la costruzione ma non può essere esso stesso costruito."  Riecheggiano i problemi dello scientismo o della fisica, che descrive particelle materiali, ma "troppo piccole" per essere viste, pretendendo di costruire un'ontologia fondamentale per tutte le scienze o per l'intera società.  Persino il termine "modello standard" sembra usurparsi una posizione centrale nel linguaggio, posizione che dovrebbe forse appartenere a "ciò che può essere costruito".

## Una pluralità di etichette
Come Butler, molti filosofi del corpo sono degni di nota per il loro impegno sul fronte del genere e della sessualità.  Alcuni sono etichettati come "filosofi femministi", ma molti rifiutano questo termine, adducendo che tentare di unificare varie idee economiche, ecologiche e psicologiche con la "teoria generale dei sistemi" non ha alcunché di femminile.
Alcuni, come Carol Moore sono associati al movimento no-global, a varie correnti dell'anarchismo, ed al movimento situazionista francese del 1968 incentrato su Michel Foucault. È spesso difficile per un osservatore terzo distinguere tali movimenti dal postmodernismo, tanto che Foucault è spesso considerato un esponente di più movimenti, p.es. lo studio moderno del comportamento omosessuale e "queer" (Simon LeVay, Dean H. Hamer, Peter Copeland).  Secondo Fausto-Sterling, nei dibattiti su questi comportamenti così complessi, "entrambe le parti mettono in contrasto parole come genetico, biologico, innato, e immutevole, con altre come ambientale, acquisito, costruito e scelto."
Per la maggior parte dei filosofi, è un errore separare la filosofia femminista, queer o dell'azione dai problemi filosofici più generali sollevati dall'esistenza di un corpo umano che vede, dice o fa.

## Come chiamarli?
Un problema grave di questa scuola è che qualsiasi etichetta nel linguaggio umano è dualistica:  coloro che usano o accettano tale etichetta sono "inclusi", altri sono "esclusi", e questo diventa semplicemente un altro dualismo imposto dalla società sui corpi - una descrizione di azioni avulse dal contesto delle situazioni in cui tali azioni possono avvenire.
Le opinioni di filosofi individuali riguardo al corpo e all'azione possono essere complesse e difficili da riassumere, in parte perché molte sono integrate in sistemi specializzati, oppure perché sfruttano deliberatamente la variazione del linguaggio, rifiutano la prosa o l'accademia, o negano il dizionario linguistico come ontologia fondamentale.  Non tutti questi teorici accettano i concetti di "modello", "notazione", "decisione", "filosofia", "filosofo" o (seguendo Wittgenstein) lo stesso concetto di "azione". La cooperazione è generalmente confinata tra coloro che ricercano un metodo ragionevole o un'"algebra del fare", uno studio identificato soprattutto con Charles Ortiz e Judea Pearl.

## Un nuovo modo di vedere la matematica?
Altri si concentrano sulla confutazione della falsificabilità e del Numero, in aperta violazione di vari confini e convenzioni accademiche e professionali, nel quadro di una critica generale della cultura dominante e delle sue categorie.  È il caso di John Zerzan, figura importante del movimento no-global.
Un'influenza di questo costruttivismo sociale sulla filosofia della matematica è stata di innescare un'analisi più accurata del numero di Erdős, che tiene traccia delle collaborazioni sociali tra autori di articoli matematici.
Come le questioni sollevate da Wittgenstein a Russell e Turing, alcune delle quali furono studiate dallo stesso Turing nel campo della neurobiologia, le "questioni del corpo" hanno influenzato la filosofia della matematica, attraverso le ricerche di George Lakoff - fondatore della scienza cognitiva della matematica - e di Brian Rotman, autore di studi sulla relazione tra matematica e semiotica.

## Corpo e politica: gli attivisti
Le scienze politiche più direttamente identificabili con la filosofia del corpo sono quelle dell'azione diretta e della crescita delle comunità basate sulla condivisione di rischi corporali—come avviene nella pratica pacifista in cui gli attivisti si interpongono direttamente tra le due fazioni in lotta. Alcuni movimenti politici caratterizzano qualsiasi morale che non sia fermamente radicata nel corpo come indice di profonda malvagità:
"Gesù fu ammazzato da persone motivate da una malattia contagiosa e pandemica che li aveva contagiati. Questa malattia ha devastato la specie umana da 5000 anni a questa parte. È la causa del patriarcato, dello stupro, dell'odio e uccisione di gay e lesbiche, dell'ingordigia, della perdita di contatto e distruzione dell'ambiente, della crudeltà verso gli animali, della brama di potere, del fascismo, della guerra e del genocidio." - Mark S. Bilk
Altri attivisti, soprattutto Carol Moore, sono meno moralisti. Moore e i suoi seguaci caratterizzano la filosofia di Gandhi come un esempio di "teoria dei sistemi intuitiva" e il satyagraha come esempio di aperta sfida al Numero e alla sua implicita violenza.
Alcune fazioni femministe del movimento verde, soprattutto quelle ispirate da Jane Jacobs e Marilyn Waring, sfruttano le filosofie ecologiste e femministe a sostegno della democrazia bioregionale - che assegna a ogni ecoregione uno status di attore autonomo, che manca nelle scienze politiche di una cultura dominante.